# 福溪水库
福溪水库是中国浙江省温州市乐清市境内的一座水库，位于大荆溪上，建于1979年。水库正常库容为1513万立方米，集雨面积为39平方千米，海拔为224.72米。